# José Ricardo Cortés
José Ricardo Cortés (Cali, 1994. szeptember 8. –) kolumbiai labdarúgó, csatár, a CA Mannucci játékosa.

## Pályafutása
Cortés a bolíviai harmadosztályú Club Real Américaban kezdte pályafutását, mellyel a 2015-2016-os szezonban bajnoki és huszonnégy góljával gólkirályi címet is szerzett, így a klub feljutott a másodosztályba. 2017 és 2018 között a kolumbiai élvonalbeli Atlético Bucaramanga játékosaként tíz élvonalbeli mérkőzésen lépett pályára. A 2019-es szezonban a bolíviai élvonalbeli Club Destroyers labdarúgója volt, a klub a szezon végén kiesett a másodosztályba. 2020 januárjában szerződtette őt a magyar élvonalbeli Diósgyőri VTK csapata.

## Sikerei, díjai
Club Real América
- Bolíviai harmadosztály gólkirály: 2015–2016 (24 gól)